# Mumble rap
Mumble rap，又称SoundCloud rap，是一種定義鬆散的嘻哈形式，中文的通俗念法為嘟噥饒舌，模糊说唱。在2010年被廣泛上傳到了影音串流平台SoundCloud上。此種饒舌形式的特色為歌詞含糊不清，所以也常被稱為是饒舌界的印象派。代表歌手有利爾·龐普、6ix9ine、未来小子、Novel Fergus等知名饒舌歌手。